# 蔡鎮宇 (企業家)
蔡鎮宇（英語：Tseng-yu Tsai），是台灣企業家，曾任國泰金控副董事長、國泰人壽副董事長、國泰世華銀行副董事長。是霖園集團蔡萬霖的三子。

## 生平
蔡鎮宇是蔡萬霖的三子，兄長為蔡政達和蔡宏圖。

## 教育
蔡鎮宇畢業於東海大學學士學位、國立台灣大學MBA學位。

## 經歷
蔡鎮宇於2010年出售了家族企業的股份，並創立了自己的公司 Homax Equity 。  2016年3月，《富比士》對他的財富估值為20億美元。
2018年，65歲的蔡鎮宇在《富比士》2018年台灣50富豪中排名第13。2018年，他在《富比士》2018年億萬富翁排行榜上排名第1103。

## 家庭
蔡鎮宇已婚，有一個兒子。

## 家族
- 大伯父：蔡萬生
- 二伯父：蔡萬春
  - 堂兄弟：蔡辰男、蔡辰洲、蔡辰洋、蔡辰鴻、蔡辰威
    - 蔡辰洋的兒子：蔡伯府、蔡伯翰
- 父親：蔡萬霖
  - 兄弟：同母 - 蔡政達（排長子）、蔡宏圖（排次子）、蔡鎮宇（排三子），異母 - 蔡鎮球（排四子）
    - 蔡宏圖的兒子：蔡宗翰[6]、蔡宗憲[7]、蔡宗成[8]。
- 四叔父：蔡萬才
  - 堂兄弟：蔡明忠、蔡明興
- 小叔父：蔡萬得
  - 堂兄弟：蔡志亮、蔡志陽、蔡志文與蔡志萍。